# 扎里奇內 (梅利托波爾區)
46°59′5″N 35°27′53″E / 46.98472°N 35.46472°E

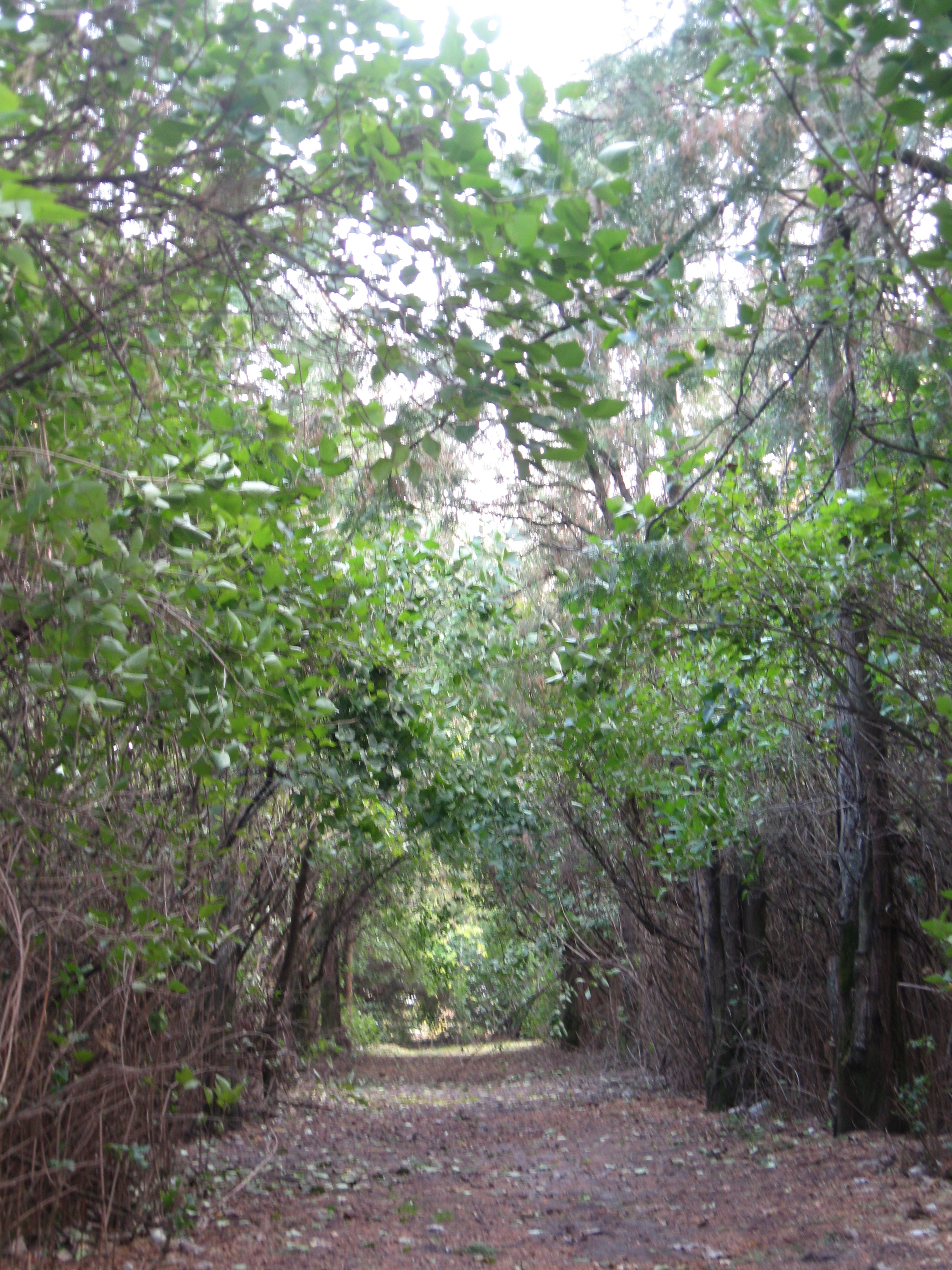
镇内公园

扎里奇內（烏克蘭語：Зарічне）是位於烏克蘭東南部的镇，由扎波羅熱州梅利托波爾區的泰爾平尼亞市鎮負責管轄。該村距離貝雷霍韋3公里，始建於1906年，面積0.442平方公里，海拔高度21米，2001年人口466。